# Ischionodonta rufomarginata
Ischionodonta rufomarginata är en skalbaggsart som först beskrevs av Fisher 1937.  Ischionodonta rufomarginata ingår i släktet Ischionodonta och familjen långhorningar. Inga underarter finns listade i Catalogue of Life.